# Euscelidia hesperia
Euscelidia hesperia là một loài ruồi trong họ Asilidae. Euscelidia hesperia được Dikow miêu tả năm 2003. Loài này phân bố ở vùng nhiệt đới châu Phi.